# Estnische Badmintonmeisterschaft 2009
Die Estnische Badmintonmeisterschaft 2009 fand vom 30. Januar bis zum 1. Februar 2009 in Tartu statt. Es war die 45. Austragung der Titelkämpfe.

## Medaillengewinner
| Disziplin    | Gold                       | Silber                     | Bronze                  |
| ------------ | -------------------------- | -------------------------- | ----------------------- |
| Herreneinzel | Raul Must                  | Rainer Kaljumäe            | Raul Käsner             |
| Dameneinzel  | Kati Tolmoff               | Laura Vana                 | Karoliine Hõim          |
| Herrendoppel | Ants Mängel Raul Käsner    | Indrek Küüts Meelis Maiste | Vahur Lukin Einar Veede |
| Damendoppel  | Kati Tolmoff Helen Reino   | Karoliine Hõim Laura Vana  | Ulla Helm Eve Jugandi   |
| Mixed        | Ants Mängel Karoliine Hõim | Raul Must Laura Vana       | Raul Käsner Helen Reino |